# 漣蒼士に処女を捧ぐ〜さあ、じっくり愛でましょうか
『漣蒼士に処女を捧ぐ〜さあ、じっくり愛でましょうか』（さざなみそうしにしょじょをささぐ さあじっくりめでましょうか）は、村上晶による漫画作品。スクリーモの「TLスクリーモ」レーベルの作品として2021年3月5日より配信されている。

## あらすじ
OL・天海凪沙は、交際経験がなく内気な自分を変えるためマカオに旅行に出かけ、そこで自身を助けてくれた男性・漣蒼士と、パーティーで妻の役をするという契約を結ぶ。自分のことを大事に扱ってくれる蒼士に対し、凪沙は勇気を出し、処女を貰ってくれるように頼む。

## 登場人物
声はオンエア版/プレミアム版の声優。
漣蒼士（さざなみ そうし）
声 - 中島ヨシキ / 久喜大
29歳/184cm/11月21日生
スマートで紳士だがヤクザ　旅行中の凪沙に突然「妻のフリをして欲しい」と頼んできて…
天海凪沙（あまみ なぎさ）
声 - 白砂沙帆 / 三浦さとみ
26歳/153cm/8月31日生
恋愛経験ゼロなことがコンプレックス　自分を変えたいと行った旅先で蒼士と出逢う
日向大智（ひゅうが だいち）
声 - 濱野大輝 / 我武テツ
28歳/180cm/9月16日生
職業：警官　凪沙の幼馴染
柴田（しばた）
声 - 伊野月修司 / 真白紅太
蒼士の舎弟。

## 制作
作者の村上は、読者が求める作品を描きたいと考えていることから出版社の要望を大事にしており、担当編集からヤクザものを書くことを勧められたことが契機となっている。村上の好みがスマートな男性だったことから、蒼士は紳士的なヤクザのキャラクターとなった。

## 書誌情報
- 村上晶 『漣蒼士に処女を捧ぐ〜さあ、じっくり愛でましょうか』 彗星社〈Clair TL comics〉、既刊6巻（2025年2月18日現在）
  1. 2022年2月18日発売[4]、ISBN 978-4-434-29665-9
  2. 2022年9月18日発売[5]、ISBN 978-4-434-30496-5
  3. 2023年3月18日発売[6]、ISBN 978-4-434-31383-7
    - （小冊子付特装版）同日発売[7]、ISBN 978-4-434-31384-4

  4. 2023年12月18日発売[8]、ISBN 978-4-434-32692-9
  5. 2024年8月16日発売[9]、ISBN 978-4-434-33956-1
  6. 2025年2月18日発売[10]、ISBN 978-4-434-34915-7

## テレビアニメ
『漣蒼士に純潔を捧ぐ』（さざなみそうしにじゅんけつをささぐ）のタイトルで、2023年4月から6月までTOKYO MX・BS11にて放送。オンエア版のほかに年齢制限のあるプレミアム版が制作され、AnimeFestaで独占配信される。

### スタッフ
- 原作 - 村上晶[2]
- 監督 - 凪早苗[11]（第1話・第2話）、石倉礼[2][注 1]（第3話 - 第8話）
- 脚本 - 黒崎エーヨ[2]
- キャラクターデザイン - 佐藤勝行[2]
- 色彩設計 - わしみ[2]
- 美術設定・美術監督 - 佐藤桃子[2]
- 撮影監督 - 鳳凰院修羅苦羅、友沢匠人[2]
- 編集 - 新海コウキ[2]
- 音響監督 - 西山寛基[2]
- 音響制作 - スタジオマウス[2]
- プロデューサー - 夏澤まつり
- 制作プロデューサー - 佐藤としお
- アニメーション制作 - studio HōKIBOSHI[2]
- 製作 - 彗星社[2]

### 主題歌
「Virgin Moonlight」
漣蒼士（中島ヨシキ）による主題歌。作詞はG-zass、作曲・編曲はかねこかずきとジョーカーサウンズ、監修は小林達矢。

### 各話リスト
| 話数  | サブタイトル                                | 絵コンテ       | 演出           | 作画監督                                       | 総作画監督          | 初放送日      |
| ----- | ------------------------------------------- | -------------- | -------------- | ---------------------------------------------- | ------------------- | ------------- |
| 第1話 | 私の妻になっていただけませんか              | 凪早苗         | 神原敏昭       | 森悦史 西川真人 片岡惠美子 松下純子            | 佐藤勝行 三沢聖矢   | 2023年 4月3日 |
| 第2話 | 愛しい妻の願いなら…捧げますよ、この身全てを | 凪早苗         | 神原敏昭       | 櫻井拓郎 西川真人 片岡惠美子 森悦史 福江光恵   | 史路田和弥 那須玲奈 | 4月10日       |
| 第3話 | 離れられると思わないでくださいね            | わたせとしひろ | わたせとしひろ | 松本恵子 服部憲知 松下純子                     | びんめ 三沢聖矢     | 4月17日       |
| 第4話 | 時間外勤務を命じましょうか                  | わたせとしひろ | わたせとしひろ | 森悦史 輿石暁 利根川渡 櫻井拓郎                | 那須玲奈 史路田和弥 | 4月24日       |
| 第5話 | 少々お仕置きが必要ですかね                  | 凪早苗         | 本山竜         | 西川真人 片岡惠美子 川口弘明 服部益実          | びんめ 三沢聖矢     | 5月8日        |
| 第6話 | 隅の隅まで確かめさせて下さい                | 凪早苗         | 本山竜         | 櫻井拓郎 川口弘明 森悦史 松本恵子              | 史路田和弥 那須玲奈 | 5月15日       |
| 第7話 | この腕の中にずっと閉じ込めておきたい        | KAMISHIRO      | KAMISHIRO      | 洪範錫 西川真人                                | びんめ 三沢聖矢     | 5月29日       |
| 第8話 | これからも愛し続けることを許して下さい      | KAMISHIRO      | KAMISHIRO      | 山田雄一郎 川口弘明 松下純子 利根川渡 櫻井拓郎 | 史路田和弥 那須玲奈 | 6月5日        |

### 放送・配信
TOKYO MX・BS11にて、2023年4月3日より、月曜1時から1時5分（日曜深夜）に放送。放送前週には「新番組『漣蒼士に純潔を捧ぐ』特番〜極上極道とじっくり極上なひと時を…初出し映像スペシャル！」を放送。第4話および第6話の翌週には番外編となる「4.5話」「6.5話」を放送。
インターネットでは、独占配信となるプレミアム版を含めてAnimeFestaにて第1話が3月26日に先行配信され、YouTube、ニコニコチャンネルでも4月3日より配信。